# アメリカン航空シャトル
アメリカン航空シャトルは、アメリカ合衆国北東部でほぼ1時間おきにアメリカン航空により運航されているシャトル便のブランド名である。ボストンのジェネラル・エドワード・ローレンス・ローガン国際空港、シカゴのシカゴ・オヘア国際空港、ニューヨークのラガーディア空港、ワシントンD.Cのロナルド・レーガン・ワシントン・ナショナル空港間で運航されている。

## 歴史
アメリカン航空シャトルは、1961年にイースタン航空の子会社であるイースタン航空シャトルとして設立、運航を開始した。1989年、ドナルド・トランプが買収し、トランプ・シャトルとなった。1992年4月に、経営不振のためUSエアーに売却され、USエアーシャトルと名称を改めた。1997年初頭に親会社のUSエアーがUSエアウェイズに改名され、USエアウェイズ・シャトルと変更された。2015年10月17日に、USエアウェイズとアメリカン航空の合併が行われ、運航もアメリカン航空へ移管された。

## サービス
平日は、4都市間を1時間に一便の割合で運航している。また、土日の朝夕は通常よりも多い便数を設定している。
シャトル便専用の、チェックイン施設やターンテーブルなどがあり、全ての便で無料のスナックやアルコールの提供もある。

## 保有機材
アメリカン航空シャトルは、エアバス A319-100、エンブラエル 175、エンブラエル 190、ボーイング737-800で運航されている。